# 波特號驅逐艦 (DD-59)
波特號驅逐艦（舷號DD-59）是一艘隸屬於美國海軍的驅逐艦，為塔克級驅逐艦的三號艦。她是美軍第二艘以波特為名的軍艦，以紀念分別服役於美國獨立戰爭、美法准戰爭、第一次巴巴里戰爭、1812年戰爭、美墨戰爭及美國內戰的大衛·波特（David Porter）與大衛·迪信·波特（David Dixon Porter）兩父子。
波特號在1914年於克雷普父子造船廠開始建造，在1915年下水，於1916年服役，其時第一次世界大戰已經爆發。接著波特號主要留在大西洋訓練及作中立巡航。美國參戰後，波特號被派往法國及愛爾蘭海域，掩護協約國船隻。期間波特號曾與德國潛艇U-108號交戰，並將其重創。戰後波特號留在加勒比海巡航，在1922年退役。1924年波特號轉交美國海岸防衛隊，負責截查酒精走私。1933年波特號重返海軍，在1934年除籍，按倫敦海軍條約出售拆解。